# Macroctenus kingsleyi
Espèce
Synonymes
- Ctenus kingsleyi F. O. Pickard-Cambridge, 1898
- Ctenus nigrifemur Strand, 1908
- Ctenus dirus Strand, 1908

Macroctenus kingsleyi est une espèce d'araignées aranéomorphes de la famille des Ctenidae.

## Distribution
Cette espèce se rencontre en Afrique de l'Ouest et en Afrique centrale.

## Description
La femelle holotype mesure 30 mm.

## Publication originale
- F. O. Pickard-Cambridge, 1898 : On the cteniform spiders of Africa, Arabia and Syria. Proceedings of the Zoological Society of London, vol. 66, no 1, p. 13-32 (texte intégral).